# Pimelodella transitoria
Pimelodella transitoria är en fiskart som beskrevs av Miranda Ribeiro, 1907. Pimelodella transitoria ingår i släktet Pimelodella och familjen Heptapteridae. Inga underarter finns listade i Catalogue of Life.